# Éric Le Sage
Pour les articles homonymes, voir Le Sage.
Éric Le Sage (né en 1964 à Aix-en-Provence) est un pianiste français, représentant incontournable à travers le monde de l’école française de piano.

## Biographie
Après avoir terminé ses études au Conservatoire de Paris à 17 ans, il se perfectionne auprès de Maria Curcio à Londres.
Éric Le Sage est reconnu pour ses interprétations de musique romantique, Schumann en particulier mais également pour avoir enregistré l'intégrale de la musique pour piano de Francis Poulenc, l'intégrale de la musique pour piano de Schumann, et l'intégrale de la musique de chambre avec piano de Fauré, dans des versions unanimement appréciées. 
Parmi ses nombreux autres disques, on peut également citer l'enregistrement de l’intégrale de la musique de chambre de Brahms auquel il participe depuis 2018 et dont le dernier volume est sorti en mai 2021 chez B-Records, les Nocturnes de Fauré publiées chez Alpha en 2019, ainsi que « Dichterliebe » de Schumann avec Julian Prégardien la même année.
Sa curiosité pour les œuvres méconnues fait qu'il a joué plus de vingt concertos rares de Dvořák, Schönberg, Stravinsky, Britten, etc. 
Il est l'invité de formations réputées comme le Los Angeles Philharmonic Orchestra, l'Orchestre philharmonique de Radio France, l'Orchestre national royal d'Écosse, l'Orchestre symphonique métropolitain de Tokyo, l'Orchestre Métropolitain de Montréal, le Konzerthaus Orchester de Berlin, ou encore l'Orchestre symphonique de Dresde (de).
Grand passionné de musique de chambre, Eric partage la scène avec des artistes comme Emmanuel Pahud, Paul Meyer, François Leleux, Amihai Grosz, Lise Berthaud, François Salque, le Quatuor Ebène, le Quatuor Modigliani, Daishin Kashimoto, Claudio Bohorquez, Julian Pregardien, Olivier Latry et bien d’autres encore.
Il est professeur à l'Université de musique de Fribourg-en-Brisgau.

## Festivals et salles de concerts
Il est l'invité de salles de concerts et festivals tels que le Wigmore Hall, le Théâtre des Champs-Élysées, Philharmonie de Paris, Radio France, Mozarteum de Salzburg, Alte Oper de Francfort, Suntory Hall, La Roque-d'Anthéron, de Radio France à Montpellier, de Menton, d'Évian, Strasbourg, Jonzac (association culturelle du Val de Seugne), avec le clarinettiste Paul Meyer et le violoncelliste François Salque, Ludwigsburg, Schubertiade de Schwartzenberg, Edimbourg.
Il est cofondateur, avec Paul Meyer et Emmanuel Pahud en 1993, de Salon Festival international de musique de chambre de Provence. 

## Prix
- Premier prix du Concours international de piano de Porto (1985)
- Premier prix du Concours international Robert Schumann de Zwickau (1989)
- Lauréat du Concours de Leeds (1990)
- Grand prix du disque de l'Académie Charles-Cros (2000, 2010)
- Victoire de la musique classique
- Prix Caecilia et Disque de l'année japonais pour son intégrale des œuvres de musique de chambre de Poulenc
- Jahrespreis der deutschen Schallplattenkritik (prix de l'année de la critique de disque allemande) pour son intégrale de la musique pour piano de Schumann (2010)